# Fria seminariet i litterär kritik
Fria seminariet i litterär kritik (FSL) är ett nordiskt nätverk för litteraturkritik. FSL startades 2003 av Magnus William-Olsson, Stewe Claeson och Ulf Eriksson som ett nordiskt forum för kritik, med Nordiska folkhögskolan i Kungälv som första utgångspunkt. Skriftserien Ariel litterär kritik utgavs på Ariel förlag i samarbete med FSL åren 2011–2019 och återupptogs 2022. Eriksson och William-Olsson tilldelades Svenska Akademiens kritikerpris, 2017 respektive 2019, med hänvisning till bland annat FSL.

## SkriftserienAriel litterär kritik
1. Magnus William-Olsson (2011). Läsningen föregår skriften: poesins aktualitet. ISBN 978-91-979938-0-7
2. John Swedenmark (2011). Baklängesöversättning och andra texter. ISBN 978-91-979938-1-4
3. Magnus William-Olsson, red (2013). Performativ kritik: konstens kunskap, kunskapens konst. ISBN 978-91-979938-5-2
4. Kari Løvaas; Lars Andersson (översättning) (2013). Och de såg att de var nakna: om skam och beskydd. ISBN 978-91-87605-02-4
5. Magnus William-Olsson, red (2014). Methodos: konstens kunskap, kunskapens konst. ISBN 978-91-87605-04-8
6. Eva Lilja (2014). Poesiens rytmik: en essä om form och betydelse. ISBN 978-91-87605-09-3
7. Magnus William-Olsson, red (2015). Språk och oförnuft: konstens kunskap, kunskapens konst. ISBN 978-91-87605-18-5
8. Tatjana Brandt, red (2016). Korsstygn, rastplats: om den finlandssvenska poesins belägenhet. ISBN 978-91-87605-29-1
9. Axel Andersson och Alexander Svedberg (2018). Framtidens kritik: två essäer (”Kritiken om 100 år” av Andersson och ”De blödande nätverken” av Svedberg). ISBN 978-91-87605-34-5
10. Carin Franzén (2018). När vi talar om oss själva: nedslag i subjektivitetens historia från Montaigne till Norén. ISBN 978-91-87605-41-3
11. Magnus William-Olsson, red (2018). Kritiken i den nya offentligheten kritiken som konst- och kunskapsform. ISBN 978-91-87605-42-0
12. Axel Andersson (2019). Absolut farmakon: kärnavfall och evighet som tanke och konst. ISBN 978-91-87605-44-4
13. Viktor Andersson, Rasmus Fleischer, Karl Palmås och Magnus William-Olsson (2022). Nå ut, nå fram, nå in: om distribution av litteratur, konst och kritik på 2020-talet. ISBN 978-91-87605-51-2